# Fast form
 Denne artikel bør gennemlæses af en person med fagkendskab for at sikre den faglige korrekthed.

Fast form er en tilstandsform et stof kan optræde i. 
I stoffets faste form sidder atomer og ioner bundet til hinanden, så de beholder deres plads i forhold til naboatomerne. Forbindelserne er så stærke, at ioner og atomer sidder helt tætpakket i bestemte positioner. Også metaller holdes sammen via stærke kræfter i en krystalstruktur. I salte er det de positive og negative tiltrækningskræfter, der er skyld i bindingen.
Varmer man fast stof op, svinger atomerne kraftigere og kraftigere på deres pladser, til de til sidst når stoffets smeltepunkt/frysepunkt hvor stoffet går over i flydende form.